# Пам'ятник Тарасу Шевченку (Ялта)
Пам'ятник Тарасу Шевченку в  Ялті — пам'ятник побудований на честь українського поета, письменника і художника Тараса Шевченка в місті Ялта (Крим), урочисто відкритий в 2007 році в міському сквері імені Шевченка.
Пам'ятник був виготовлений в 2005 році за ініціативи Всеукраїнського благодійного фонду «Фундація ім. Тараса Шевченка». Спонсором виступило подружжя з Торонто (Канада) лікар Василь Іваницький і Наталія Бундза.
Автором пам'ятника молодому поету став відомий український скульптор з міста Вінніпега Лео Мол, який є автором пам'ятників Шевченкові в Вашингтоні, Буенос — Айресі, Санкт-Петербурзі.
Монумент був виготовлений у Аргентині з бронзи, його вага 2,5 тонни, висота — 3 метри. З Аргентини пам'ятник був направлений кораблем в Одесу, потім перевезений у Ялту, де перебував на складі близько двох років, поки міські влади підшукали відповідне місце для його установки у центрі міста. Таким місцем став сквер біля цирку на вулиці Московській, який отримав офіційну назву сквер Шевченку.  
Учасники урочистої церемонії відкриття відзначили велику значущість «людини, яка жила Україною і для України. Духовність нації, її відродження і становлення невідривно зв'язані з гармонізацією наших відносин в багатонаціональному Криму». Також були висловлені слова вдячності всім, хто брав активну участь в створенні пам'ятника і відмічена символічність встановлення монумента саме в Ялті, «місті, яке відвідують щорічно десятки тисяч людей з різних країн світу», які поважають і шанують українську культуру.